# Asian Sevens Series 2018
El Asian Sevens Series de 2018 fue la décima temporada del circuito de selecciones nacionales masculinas asiáticas de rugby 7.

## Calendario
| Torneo                         | Ciudad    | Fecha                               | Campeón |
| ------------------------------ | --------- | ----------------------------------- | ------- |
| Seven de Hong Kong 2018 (Asia) | Hong Kong | 14 de septiembre - 15 de septiembre | Japón   |
| Seven de Incheon 2018          | Incheon   | 29 de septiembre - 30 de septiembre | Japón   |
| Seven de Colombo 2018          | Colombo   | 13 de octubre - 14 de octubre       | Japón   |

## Tabla de posiciones
| Pos | País          | HKG | KOR | SRI | Puntos |
| --- | ------------- | --- | --- | --- | ------ |
| 1   | Japón         | 12  | 12  | 12  | 36     |
| 2   | Hong Kong     | 10  | 10  | 10  | 30     |
| 3   | Filipinas     | 7   | 4   | 8   | 19     |
| 4   | Sri Lanka     | 8   | 3   | 7   | 18     |
| 5   | China         | 4   | 8   | 4   | 16     |
| 6   | Corea del Sur | 2   | 7   | 2   | 11     |
| 7   | Taiwán        | 3   | 2   | 1   | 6      |
| 8   | Malasia       | 1   | 1   | 3   | 5      |

| Bandera de Japón |
| Campeón Japón    |
| 6º título        |